# Premio Carles Rahola de ensayo
El Premio Carles Rahola de ensayo es un premio literario dedicado a galardonar ensayos en lengua catalana que forma parte de los Premios Literarios de Gerona Es otorgado por la Fundación Prudenci Bertrana. Creado el 1980, se concede durante el mes de septiembre en la ciudad de Gerona. A este premio se  pueden presentar ensayos de tema libre, abiertos a cualquier campo del pensamiento (filosófico, científico, literario, histórico, político y estético), en el ámbito cultural catalán, tiene una dotación de 6.000 euros y la obra ganadora es editada por Edicions Proa.

## Ganadores
- 1980: Miquel Berga por Entre la ploma i el fusell.
- 1981: Desierto.
- 1982: Josep Maria Terricabras por Assaig d'ètica.
- 1983: Declarado desierto por el jurado.
- 1984: Joan Julià por Memòria d'un apassionat i Joan Busquets i Dalmau por Martí Luter.
- 1985: Desierto.
- 1986: Josep Maria Casasús i Guri por L'evolució del pensament periodístic a Catalunya.
- 1987: Declarado desierto por el jurado.
- 1988: Declarado desierto por el jurado.
- 1989: Daniel Arasa i Favà por Els catalans de Churchill.
- 1990: Mercè Rius por Ocèanides, una constant del pensament orsià.
- 1991: Antoni Riera por La raó moral de Joan Fuster. Notes per a una lectura.
- 1992: Pere Verdaguer por Entre llengua i literatura.
- 1993: Emili Rodríguez-Bernabeu por Alacant contra València.
- 1994: Alfred Bosch por Nelson Mandela: l'última Home-Déu.
- 1995: Josep Murgades por Llengua i discriminació.
- 1996: Víctor Martínez-Gil por El naixement de l'iberisme catalanista.
- 1997: Alan Yates por Aspectes de Narcís Oller.
- 1998: Joan Rebagliato por La Hispània catalana.
- 1999: Xavier Ferrer por Abans i després de Nosaltres el Valencians.
- 2000: Jaume Sobrequés por Antoni Rovira i Virgili, història i pensament polític.
- 2001: Gerard Horta por De la mística a les barricades.
- 2002: Albert Ferrer por Federalisme i romanticisme. Visions de la unitat.
- 2003: Núria Bou por Deesses i tombes. Mites femenins en el cinema.
- 2004: Enric Vicent Sòria por La lentitud del mar. Dietari 1989-1997.
- 2005: Ricard Torrents por Art, poder, religió o les sagrades famílies.
- 2006: Ferran Garcia-Oliver por El vaixell de Genseric.
- 2007: Albert Balcells por Llocs de memòria dels catalans.
- 2008: Joan Lluís Llinás por L'home Montanià.
- 2009: Quim Torra por Viatge involuntari a la Catalunya impossible.
- 2010: Sam Abrams por Llegir Maragall, ara.
- 2011: Mireia Sopena por Josep Pedreira, un editor en terra de naufragis. Els llibres d'Óssa Menor(19491963)
- 2012: Vicent Sanchis por Cinquanta anys després.[1]
- 2013: Martí Domínguez i Romero por El somni de Lucreci
- 2014: Marta Rovira Martínez, por Un exercici d’apropiació de la història (Pòrtic, 2014)
- 2015: Gustau Nerín, por Traficants d'ànimes. Els negrers espanyols a l'Àfrica[2]
- 2016: Jordi Casassas por La voluntat i la quimera: el noucentisme català[3]
- 2017: Montserrat Tura por República pagesa[4]
- 2018: Vicenç Villatoro por Massa foc[5]
- 2019: Ferran Sáez Mateu por el dietario filosófico, La vida aèria.